# Trương Mỹ Lan
Trương Mỹ Lan (IPA [Trươɛŋ ɛmỹ læn] chinesisch 張美蘭 / 张美兰, Pinyin Zhāng Měilán; * 13. Oktober 1956 in Ho-Chi-Minh-Stadt) ist eine chinesischstämmige vietnamesische Geschäftsfrau und Wirtschaftskriminelle. Sie ist die Gründerin der Van Thinh Phat Group, einer Immobilienentwicklungsgruppe. Im Oktober 2022 wurde sie in Vietnam erstmalig verhaftet. Im März 2024 begann der Prozess wegen Veruntreuung, Bestechung und Verstoßes gegen die Bankvorschriften. Er gilt als der größte Korruptionsskandal in der Geschichte Südostasiens. Am 11. April wurde Trương Mỹ Lan zum Tode verurteilt; das Urteil wurde nicht sofort rechtskräftig. Der Prozess wurde im September 2024 wieder aufgenommen und um weitere Anklagepunkte erweitert. Am 3. Dezember 2024 wurde ihrer Berufung nicht stattgegeben und das Todesurteil bestätigt. 

## Leben
Trương Mỹ Lan verkaufte ursprünglich zusammen mit ihrer Mutter Haarschmuck und Kosmetikprodukte auf dem Ben-Thanh-Markt in Ho-Chi-Minh-Stadt. Aufgrund ihrer Verbindungen zum kommunistischen Regime stieg sie 1986 in das Immobiliengeschäft ein. 1992 gründete sie die Van Thinh Phat Group, ein Immobilienunternehmen für luxuriöse Wohngebäude, Büros, Hotels und Einkaufszentren sowie Finanzdienstleistungen, und war deren Vorstandsvorsitzende. Das Unternehmen war an einigen der bedeutendsten Immobilienprojekte in Ho-Chi-Minh-Stadt beteiligt, darunter beispielsweise das 39-stöckige Times Square Saigon, das 37-stöckige Bürogebäude Capital Place sowie die beiden Fünf-Sterne-Hotels Windsor Plaza und Sherwood Residence, wo Lan bis zu ihrer Verhaftung – im Sherwood Residence – lebte.
Von 2012 bis 2022 kontrollierte Lan die Sai Gon Joint Stock Commercial Bank (SCB), die nach Vermögenswerten größte Bank Vietnams in Ho-Chi-Minh-Stadt; die SCB ging 2012 aus der Fusion dreier Banken hervor, die 2011 in Konkurs gegangen waren. Nach vietnamesischem Recht dürfen Privatpersonen nur maximal fünf Prozent der Anteile an einer Bank halten. Durch ein ausgedehntes Netz an Strohmännern und Scheinfirmen kontrollierte Trương Mỹ Lan jedoch über 90 Prozent der Bank. 93 Prozent der Bankkredite wurden an ihr Unternehmen und damit verbundene Briefkastenfirmen vergeben.

### Verhaftung 2022
Lan wurde am 6. Oktober 2022 nach jahrelangen Ermittlungen verhaftet. Nach Angaben der vietnamesischen Regierung wurde ihr vorgeworfen, 2018 und 2019 illegal Anleihen im Wert von mehreren zehn Millionen US-Dollar ausgegeben zu haben und mithilfe von 916 gefälschten Kreditanträgen mehr als 304 Billionen vietnamesische Dong (12,5 Milliarden Dollar) von der Sai Gon Joint Stock Commercial Bank (SCB), an der sie vom 9. Februar 2018 bis zum 7. Oktober 2022 mehr als 90 Prozent der Anteile besaß, unterschlagen zu haben. Die Summe entsprach knapp drei Prozent des BIP Vietnams im Jahr 2022 beziehungsweise dem Gesamtvermögen der fünf reichsten Menschen in Vietnam. Laut Staatsanwaltschaft hatte sie innerhalb von drei Jahren 108 Billionen vietnamesische Dong, also mehr als 4 Milliarden Dollar, in bar durch ihren Chauffeur von der Bank abholen lassen und das Geld in ihrem Keller eingelagert.
Nachdem drei SCB-Mitarbeiter am 6., 9. und 14. Oktober 2022 unter zunächst teilweise nicht bekanntgegebenen Umständen ums Leben gekommen waren und am 13. Oktober ein Brand im Gebäude von Van Thinh Phat in Ho-Chi-Minh-Stadt ausgebrochen war, kam es zu einem Bankansturm. Dennoch wurde Lan zunächst wieder auf freien Fuß gesetzt.
Im November 2023 wurde sie erneut verhaftet, weil sie mit gefälschten Kreditanträgen in Höhe von 40 Milliarden Dollar mehr als 12,5 Milliarden Dollar von der Sai Gon Joint Stock Commercial Bank (SCB) veruntreut haben soll, die sie unter Mithilfe von 24 korrupten Beamten und über 1000 in- und ausländischen Tochtergesellschaften sowie Briefkastenfirmen kontrollierte. Hierbei sollen rund 42.000 Kunden der Bank geschädigt worden sein.

### Prozess 2024
Am 5. März 2024 begann der Prozess vor dem Volksgericht von Ho-Chi-Minh-Stadt. Der Fall gilt als der größte Korruptionsskandal in der Geschichte Südostasiens, denn im Vergleich dazu ging es beim malaysischen Finanzskandal in den 2010er Jahren nur um 4,1 Milliarden Euro. Der Prozess gegen Lan war Teil der Anti-Korruptionskampagne „Lodernder Ofen“, die 2016 vom Generalsekretär der Kommunistischen Partei, Nguyen Phu Trong, ins Leben gerufen wurde.
An dem Prozess waren 10 Staatsanwälte, rund 200 Rechtsanwälte und 2700 Zeugen beteiligt. 104 Kisten Beweismaterial wogen geschätzte sechs Tonnen.
Neben Lans Ehemann, ihrer Nichte und ihrer Enkelin gab es 82 weitere Angeklagte: „45 sind ehemalige Führungskräfte der SCB, 15 ehemalige Beamte der State Bank of Vietnam, drei Beamte der staatlichen Aufsichtsbehörde und ein ehemaliger Beamter des staatlichen Rechnungshofs […] Fünf der ehemaligen Führungskräfte der SCB sind jetzt untergetaucht.“
Im März 2024 gab ihre Nichte, die seit ihrer Kindheit bei ihr lebte, zu, dass sie 52 Briefkastenfirmen und vier reguläre Firmen gegründet hatte, um 155 Kredite bei der SCB zu erhalten. Zu den bestochenen Personen gehört auch Đỗ Thị Nhàn, die Direktorin für Bankeninspektion und -aufsicht der Staatsbank. Sie gab zu, 5,2 Millionen Dollar an Bestechungsgeldern erhalten zu haben.
Am 11. April 2024 wurde Trương Mỹ Lan wegen Veruntreuung zum Tode verurteilt. Das Urteil war nicht sofort rechtskräftig. Während die meisten Todesurteile in Vietnam wegen Drogendelikten verhängt werden, ist der kommunistische Einparteienstaat laut Amnesty International auch dafür bekannt, die Todesstrafe für Wirtschaftsverbrechen zu verhängen. Die Menschenrechtsorganisation erklärte in einem Bericht aus dem Jahr 2023, dass dort im Jahr 2022 mehr als 102 Menschen zum Tode verurteilt wurden.
Alle 82 Mitangeklagten wurden ebenfalls für schuldig befunden und zu Haftstrafen zwischen drei Jahren auf Bewährung und lebenslänglich verurteilt. Lans Ehemann und ihre Nichte wurden zu neun beziehungsweise 17 Jahren verurteilt. Das Gericht ordnete außerdem an, dass die Angeklagte Lan der SCB eine Entschädigung in Höhe von 674 Billionen Dong (29,6 Milliarden Dollar) zu zahlen hat.
Wie Lans Anwalt gegenüber Reuters bekannt gab, wird Lan, die auf nicht schuldig plädierte, gegen das Urteil Berufung einlegen. Lan gab in ihrem Plädoyer an, dass sie deshalb so viele SCB-Aktien besaß, weil sie „von der Führung der Staatsbank aufgefordert“ wurde, 2012 drei Banken zu fusionieren. Sie habe einen Großteil ihres Vermögens in diese Bank investiert, um ihr Fortbestehen zu garantieren. Es wäre ihr nicht um persönliche Bereicherung gegangen, so Lan. Ferner argumentieren Lans Verteidiger, dass sie nur etwa 15 % der Bank kontrollierte und dass sie nach der Fusion im Jahr 2011 keine offizielle Position mehr in der Bank innehatte.
Lan hätte im Berufungsverfahren die Chance gehabt, nicht zum Tode verurteilt zu werden, wenn sie mindestens 3/4 des angeblich veruntreuten Geldes gegenüber der Bank erstattet hätte, so dass die Todesstrafe auf der Grundlage von Paragraf 4, Artikel 40, Strafgesetzbuch 2015 in eine lebenslange Haftstrafe umwandelt. Bauträger mit laufenden Projekten von Lans Unternehmen wurden von dem Gericht aufgefordert, 10 Billionen Dong (ca. 399,6 Millionen Dollar) und 1.000 Tael (37,5 kg) in Gold zu zahlen und die Verträge zu kündigen, damit Lan die veruntreute Summe an die Banken zurückzahlen kann. Im Zuge des Prozesses wurden durch gerichtliche Untersuchungen 658 Immobilien als Eigentum Lans ermittelt, die sich im Besitz der Van Thinh Phat-Gruppe befanden und nun zur Erstattung herangezogen werden sollten.
Der Prozess wurde im September 2024 fortgesetzt. Die von Lan beantrage Revision zum Todesurteil aus dem ersten Prozessteil wurde nicht verhandelt und nicht terminiert.
Anklagepunkte waren hierbei Betrug, Geldwäsche und illegale grenzüberschreitende Geldtransfers. Lan wird beschuldigt, 30 Billionen Dong (1,2 Mrd. US-Dollar) durch die Ausgabe von Anleihen illegal aufgebracht, 4,5 Mrd. Dollar illegal nach Vietnam und aus Vietnam heraus transferiert und 445 Billionen Dong (18,1 Mrd. US-Dollar) gewaschen zu haben. Im Oktober 2024 beantragte die Staatsanwaltschaft, Lan wegen Betrugs und Aneignung von Eigentum zu lebenslanger Haft, wegen Geldwäsche zu 12 bis 13 Jahren und wegen illegalen Geldtransports über die Grenze zu 8 bis 9 Jahren Haft zu verurteilen.

In ihrem Schlussplädoyer fasste Lan zusammen: 

„Heute hier zu stehen, ist ein Preis, den ich nicht zahlen kann. Ich betrachte dies als mein Schicksal und als Berufsunfall.“

## Reaktionen auf das Urteil vom 11. April 2024
Nguyen Khác Giang, Gaststipendiat und Forscher am Vietnam Studies Program des ISEAS-Yusof Ishak Institute in Singapur, ordnete das Urteil „[…] als ein Beispiel für die Bemühungen Vietnams, nicht nur im staatlichen Sektor, sondern auch in der Privatwirtschaft gegen die Korruption vorzugehen“, ein. „Wenn es gelingt, den Markt zu säubern und toxische und illegale Geschäftspraktiken zu beseitigen, ist das langfristig gut für die Wirtschaft insgesamt und sollte von den Investoren begrüßt werden“, kommentierte Nguyen Khác Giang am ISEAS-Yusof Ishak Institute das Urteil.
„Die Handlungen der Angeklagten verletzen nicht nur die Eigentumsrechte von Einzelpersonen und Organisationen, sondern stellen auch den SCB in Frage und untergraben das Vertrauen der Menschen in die Führung der Partei und des Staates“, zitiert die staatliche Zeitung VnExpress die Geschworenen.
„Ich kann nicht glauben, dass der Parteiapparat und Ho-Chi-Minh-Stadt nicht schuldig und involviert waren“, sagt Carlyle Thayer, emeritierter Professor an der Universität von New South Wales.
„Das ist eine grausame und ungewöhnliche Bestrafung, die empörend und inakzeptabel ist, und Vietnam sollte diese Strafe in lebenslange Haft umwandeln, oder was auch immer die Staatsanwälte für angemessen halten, aber sicherlich nicht zum Tode verurteilen“, befand Phil Robertson, der stellvertretende Direktor der Asienabteilung von Human Rights Watch.
Chiara Sangiorgio, Beraterin für die Todesstrafe bei Amnesty International, sah die Verhängung der Todesstrafe in Vietnam für Korruption als einen Bruch internationalen Rechts, da das Delikt nicht die Schwelle der „schwersten Verbrechen“, d. h. Mord, erreicht.
Nach einer Befragung verschiedener vietnamesischer Anwälte durch Voice of America glauben die meisten von ihnen nicht an die Vollstreckung des Todesurteils, da es den vietnamesischen Behörden primär um die Wiedererlangung der Vermögenswerte ginge. Sie schätzten, dass das erstinstanzliche Todesurteil vielmehr als eine Art Signal zur Besänftigung des Volkes und zur Abschreckung für Nachahmer dient.

## Berufungsverfahren
Staatlichen Medienberichten zufolge wies das oberste Volksgericht Vietnams im Dezember 2024 die Berufung von Trương Mỹ Lan gegen das Urteil zurück. Wenn es ihr gelinge, aus der Haft heraus drei Viertel der unterschlagenen Summe von 12 Milliarden US-Dollar zurückzuzahlen, könnte die Todesstrafe aber noch in eine lebenslange Haftstrafe umgewandelt werden, meldete die staatliche Online-Zeitung VnExpress. Die Todesstrafe soll per Giftspritze vollstreckt werden.
Ein weiteres Berufungsverfahren gegen Truong My Lan begann am 25. März 2025. Es handelte sich um die Berufung gegen das Urteil aus einem zweiten Prozess im Oktober 2024, bei dem sie wegen Geldwäsche, illegaler grenzüberschreitender Finanztransaktionen und betrügerischer Anleihen zu einer lebenslangen Haftstrafe verurteilt wurde. Laut der Anklage belief sich der Gesamtschaden auf 27 Milliarden US-Dollar. Die Verteidigung behauptete hingegen, dass die tatsächlichen Schäden mit 12,5 Milliarden US-Dollar deutlich geringer waren. Auch hinsichtlich der geschädigten Gläubiger gab es Diskrepanzen.
Die Verteidigung forderte eine Reduzierung des Strafmaßes auf eine lebenslange Haftstrafe und führte an, dass Truong My Lan einen Teil der Gelder zurückgezahlt habe.

## Privatleben
Trương Mỹ Lan, geboren in Saigon (heute Ho-Chi-Minh-Stadt), entstammt einer chinesischstämmigen vietnamesischen Familie der vierten Generation mit Wurzeln in der chinesischen Stadt Shantou in Guangdong. Trương Mỹ Lan ist mit Eric Chu Nap Kee (朱立基 Zhū Lìjī) verheiratet, einem Geschäftsmann in der Immobilienbranche aus Hongkong.
Mitte 2014 gaben Trương Mỹ Lan und neun weitere Mitglieder der Familie mit chinesisch-vietnamesischer Doppelstaatsbürgerschaft gleichzeitig ihre vietnamesische Staatsbürgerschaft auf. Diese Nachricht schockierte die Immobilienwelt, da durch die Aufgabe der vietnamesischen Staatsbürgerschaft viele Immobilienprojekte Lans rechtlich in Frage gestellt worden wären, da das vietnamesische Recht zwischen inländischen und ausländischen Investoren unterschied und deren Immobilienbesitz juristisch verschieden behandelt wurde. Etwa ein Jahr später, im Juni 2015, zogen alle fraglichen Personen diesen Antrag zurück und erhielten die vietnamesische Staatsbürgerschaft zurück.
Lans Familie zählt zu den reichsten in Vietnam. Die Veruntreuung Lans von 12,5 Milliarden Dollar entspricht etwa drei Prozent des gesamten vietnamesischen Bruttoinlandsprodukts im Jahr 2022.

## Trivia
Im Laufe des Prozesses kam das Gerücht auf, Lan habe Goldbarren im Wert von 673 Milliarden VND (ca. 26,5 Mio. US-Dollar) im offenen Meer versenkt. Seitdem tauchten im Internet viele Videoclips mit Menschen auf, die im Meer nach den versenkten Schätzen tauchten.
Auch auf dem Festland wurden z. B. Restaurants und Wäschereien auf Google Maps anonym in „Schatz von Trương Mỹ Lan“ umbenannt.